# Jenson Brooksby
Jenson Brooksby (Sacramento, 26 ottobre 2000) è un tennista statunitense.
In singolare ha vinto un torneo nel circuito maggiore a Houston nel 2025, alcuni altri nei circuiti minori e ha raggiunto la 33ª posizione del ranking ATP nel giugno 2022. Nel corso della carriera ha subito infortuni che l'hanno tenuto a lungo lontano dalle competizioni.

## Carriera

### Inizi e attività tra gli juniores
Inizia a giocare tennis a 4 anni e a 7 comincia a essere seguito dal coach Joseph Gilbert, direttore della JMG Academy di Sacramento, con il quale dà inizio a una lunga collaborazione che continuerà anche tra i professionisti. Fa il suo esordio nell'ITF Junior Circuit nel marzo 2015 e nei primi anni non va oltre a una finale disputata in un torneo di Grade 5. Nell'aprile 2018 vince il suo unico titolo tra gli juniores agli Easter Bowl Championships, torneo di Grade B1. In settembre viene eliminato da Lorenzo Musetti in semifinale degli US Open, il suo ultimo torneo da juniores, e in ottobre raggiunge il suo miglior ranking di categoria alla 54ª posizione.

### 2016-2018, inizi da professionista
Fa la sua prima esperienza tra i professionisti nell'ottobre 2016 vincendo il primo incontro alle qualificazioni del Challenger di Stockton e viene eliminato all'incontro successivo. Due settimane dopo esordisce in un tabellone principale con una sconfitta al torneo ITF U.S.A. F33. Nelle prime due stagioni tra i professionisti gioca saltuariamente senza ottenere risultati di rilievo e inizia a essere presente con maggiore regolarità a partire dall'estate del 2018. In ottobre entra con una wild card nel main draw degli US Open grazie alla semifinale raggiunta nel torneo juniores, e viene eliminato al primo turno.

### 2019-2020, tre titoli ITF, primo incontro vinto agli US Open, infortuni e lunga convalescenza
Nel marzo 2019 disputa e vince la sua prima finale da professionista al torneo ITF M25 Bakersfield sconfiggendo per 6-3, 6-1 Aleksandar Vukic. In estate vince altri due titoli nei tornei ITF M25 Champaign e M25 Decatur. In agosto affronta per la prima volta le qualificazioni in una prova del Grande Slam agli US Open e vince tutti e tre gli incontri con Kaichi Uchida, Yūichi Sugita e Pedro Martinez. Al primo turno vince il suo primo incontro in un torneo del circuito maggiore superando in quattro set l'ex nº 4 ATP Tomáš Berdych, ottenendo la sua prima vittoria su un top 100; al turno successivo cede in quattro set a Nikoloz Basilašvili e a fine torneo fa il suo ingresso nella top 300 del ranking ATP. Verso fine anno deve fermarsi per circa 14 mesi per infortuni subiti a un braccio e a un piede. La sua intenzione era di entrare nella squadra di tennis della Baylor University, ma dopo la convalescenza opterà per dedicarsi esclusivamente al tennis professionistico.

### 2021, primi titoli Challenger, prima finale ATP e 56º nel ranking
Rientra nel febbraio 2021 dopo la lunga convalescenza e, grazie alle misure prese dall'ATP per far fronte alla pandemia di COVID-19, riparte dalla 314ª posizione del ranking. Al terzo torneo disputato dopo il rientro, vince il suo primo titolo Challenger a Potchefstroom superando in finale Tejmuraz Gabašvili con il punteggio di 2-6, 6-3, 6-0. Al successivo Challenger di Cleveland perde la finale contro Bjorn Fratangelo. In aprile vince due Challenger consecutivi a Orlando e a Tallahassee, battendo in finale rispettivamente Denis Kudla e lo stesso Fratangelo. Già dopo il torneo di Orlando fa il suo ingresso nella top 200. Supera le qualificazioni al Roland Garros e al primo turno viene sconfitto in tre set da Aslan Karacev. In luglio prende parte al torneo ATP 250 sull'erba di Newport e supera Evgenij Donskoj e Denis Kudla, approdando per la prima volta al terzo turno di un torneo maggiore; nei quarti ha la meglio su Peter Gojowczyk e in semifinale sconfigge in due set il nº 71 ATP Jordan Thompson. In finale cede per 6-7, 4-6 al riemergente veterano Kevin Anderson e a fine torneo porta il miglior ranking alla 126ª posizione.
Conferma il buon momento al successivo ATP 500 di Washington; al primo turno si prende la rivincita su Anderson battendolo in due set, elimina senza perdere alcun set le teste di serie nº 16 Frances Tiafoe, nº 2 Félix Auger-Aliassime e nei quarti la nº 11 John Millman. Si arrende in semifinale a Jannik Sinner e a fine torneo entra per la prima volta nella top 100, in 99ª posizione. Al primo turno del Toronto Masters viene sconfitto in rimonta da Nikoloz Basilašvili. Entra con una wild card nel tabellone principale degli US Open e vince contro Mikael Ymer al primo turno, al secondo elimina Taylor Fritz e al terzo supera in cinque set la testa di serie nº 21 Karacev, che lo aveva sconfitto al Roland Garros. Negli ottavi vince 6-1 il primo parziale contro il nº 1 del mondo Novak Đoković, che rimonta e si impone in quattro set. Continua l'ascesa in classifica con un incontro vinto a Indian Wells, nel suo primo successo in un Masters 1000, e la semifinale raggiunta ad Anversa, nella quale cede a Diego Schwartzman dopo aver eliminato tre top 100, risultato che lo porta al 56º posto mondiale, nuovo best ranking. A fine anno gli viene assegnato il premio ATP riservato all'esordiente dell'anno.

### 2022, due finali ATP e 33º nel ranking
All'inizio del 2022 viene trovato positivo a un test per il COVID-19, è costretto a saltare gli Australian Open e fa l'esordio stagionale a fine gennaio raggiungendo la semifinale al Columbus Challenger. Al successivo torneo ATP di Dallas supera nell'ordine Seppi, Thompson e in semifinale Giron accedendo per la seconda volta a una finale ATP, nella quale cede dopo due tie-break a Reilly Opelka. Nel turno di esordio all'ATP 500 di Acapulco spreca due match-ball nel secondo set contro il nº 3 del mondo Alexander Zverev, che si impone al terzo set. Brooksby continua l'ascesa nel ranking nei primi Masters stagionali, a Indian Wells con i netti successi su Roberto Carballés Baena e Karen Chačanov e con l'impresa compiuta al terzo turno eliminando in tre set il nº 5 del mondo Stefanos Tsitsipas, primo top 10 sconfitto in carriera; esce al turno successivo per mano di Cameron Norrie. Raggiunge il quarto turno anche a Miami, dove elimina i top 20 Nikoloz Basilašvili e Roberto Bautista Agut e viene sconfitto da Daniil Medvedev.
L'unico risultato di rilievo nella stagione europea su terra battuta è il terzo turno raggiunto agli Internazionali d'Italia, dove viene sconfitto da Casper Ruud dopo aver eliminato David Goffin; a giugno sale alla 33ª posizione mondiale. Eliminato di nuovo al primo turno al Roland Garros, torna a mettersi in luce al suo debutto a Wimbledon con il successo su Benjamin Bonzi e cede al terzo turno a Cristian Garín. A fine luglio disputa ad Atlanta la sua terza finale ATP in carriera, nel corso del torneo supera i top 30 John Isner e Frances Tiafoe e viene sconfitto da Alex de Minaur con un doppio 3-6. Esce al primo turno a Washington, dove l'anno prima era stato semifinalista, e nei due Masters del Canada e Cincinnati raccoglie in totale una sola vittoria. Agli US Open elimina Borna Ćorić, reduce dal trionfo a Cincinnati, e al terzo turno raccoglie solo 9 giochi contro Carlos Alcaraz che vincerà il torneo.

### 2023-2024, una semifinale ATP, operazioni ai polsi e squalifica
Comincia il 2023 con la semifinale raggiunta a Auckland, persa in due set contro Cameron Norrie; durante l'incontro aumenta il dolore ai polsi che avverte da un paio di stagioni, in particolare dalla metà del 2022. Decide comunque di fare il suo esordio assoluto agli Australian Open, elimina al secondo turno il nº 3 del mondo Casper Ruud ed esce di scena al turno successivo per mano di Tommy Paul. Dopo il torneo si separa dal suo coach storico Joseph Gilbert, che lo seguiva da quando aveva 7 anni. Il dolore al polso sinistro aumenta ulteriormente e a marzo si sottopone a un intervento chirurgico che lo costringe a un periodo di convalescenza. A maggio si fa operare anche al polso destro, e a fine mese esce dalla top 100. A luglio viene temporaneamente sospeso dalla International Tennis Integrity Agency per non essersi sottoposto a 3 test anti-doping negli ultimi 12 mesi. A ottobre viene squalificato per 18 mesi con decorrenza dal luglio precedente e il rientro previsto nel gennaio 2025. Nel gennaio 2024 esce dal ranking, il mese successivo la squalifica viene ridotta e viene autorizzato a tornare alle competizioni a partire dal 3 marzo 2024. Ciononostante, rimane inattivo anche nei mesi successivi.

### 2025, rientro, primo titolo ATP e risalita nella top 100
Rientra alle competizioni in gennaio con il ranking protetto agli Australian Open, dove aveva giocato il suo ultimo incontro da professionista due anni prima, e viene sconfitto al primo turno da Taylor Fritz. Esce al turno di esordio anche al Dallas Open e ritrova la vittoria superando Coleman Wong al successivo Challenger del San Diego Open prima di essere eliminato al secondo turno. Si mette in luce all'Indian Wells Open con la vittoria sul nº 16 del ranking Felix Auger-Aliassime, al quale concede sei soli giochi, e viene sconfitto al terzo turno dal vincitore del torneo Jack Draper. Il mese successivo vince a sorpresa il suo primo titolo del circuito maggiore a Houston, supera le qualificazioni ed elimina tra gli altri il nº 32 ATP Alejandro Tabilo e in semifinale il nº 13 Tommy Paul; in finale sconfigge il nº 17 Frances Tiafoe con il punteggio di 6-4, 6-2. Con questo risultato rientra nella top 200 mondiale. Delude nei tornei successivi, con le sconfitte al primo turno in due tornei Challenger e nelle qualificazioni al Geneva Open. Vince il primo incontro in carriera al Roland Garros ed esce di scena al secondo turno.
Raggiunge la finale all'ATP 250 sull'erba dell'Eastbourne International con i successi sulle teste di serie nº 8 Nuno Borges e in semifinale sulla nº 4 Ugo Humbert, e viene sconfitto in due set da Taylor Fritz. A Wimbledon elimina il top 30 Tallon Griekspoor, perde al secondo turno contro l'emergente João Fonseca e rientra nella top 100.

## Statistiche

### Singolare

#### Vittorie (1)
| Legenda             |
| Grande Slam (0)     |
| ATP Finals (0)      |
| ATP Master 1000 (0) |
| ATP Tour 500 (0)    |
| ATP Tour 250 (1)    |

| N. | Data          | Torneo                                       | Superficie | Avversario in finale | Punteggio |
| 1. | 6 aprile 2025 | U.S. Men's Clay Court Championships, Houston | Terra      | Frances Tiafoe       | 6–4, 6–2  |

#### Finali perse (4)
| Legenda             |
| Grande Slam (0)     |
| ATP Finals (0)      |
| ATP Master 1000 (0) |
| ATP Tour 500 (0)    |
| ATP Tour 250 (4)    |

| N. | Data             | Torneo                               | Superficie | Avversario in finale | Punteggio      |
| 1. | 18 luglio 2021   | Hall of Fame Open, Newport           | Erba       | Kevin Anderson       | 6(8)–7, 4–6    |
| 2. | 13 febbraio 2022 | Dallas Open, Dallas                  | Cemento    | Reilly Opelka        | 6(5)–7, 6(3)–7 |
| 3. | 31 luglio 2022   | Atlanta Open, Atlanta                | Cemento    | Alex de Minaur       | 3–6, 3–6       |
| 4. | 28 giugno 2025   | Eastbourne International, Eastbourne | Erba       | Taylor Fritz         | 5–7, 1–6       |

### Tornei minori

#### Singolare

##### Vittorie (6)
| Legenda tornei minori |
| Challenger (3)        |
| Futures (3)           |

| N. | Data             | Torneo                                     | Superficie  | Avversario in finale          | Punteggio     |
| 1. | 17 marzo 2019    | M25 Bakersfield, Bakersfield               | Cemento     | Aleksandar Vukic              | 6-3, 6-1      |
| 2. | 28 luglio 2019   | M25 Champaign, Champaign                   | Cemento     | Oliver Crawford               | 6-2, 6-1      |
| 3. | 4 agosto 2019    | M25 Decatur, Decatur                       | Cemento     | Santiago Fa Rodríguez Taverna | 6-1, 6-4      |
| 3. | 21 febbraio 2021 | PotchOpen II, Potchefstroom                | Cemento     | Tejmuraz Gabašvili            | 2-6, 6-3, 6-0 |
| 4. | 18 aprile 2021   | Orlando Open I, Orlando                    | Cemento     | Denis Kudla                   | 6-3, 6-3      |
| 5. | 25 aprile 2021   | Tallahassee Tennis Challenger, Tallahassee | Terra rossa | Bjorn Fratangelo              | 6-3, 4-6, 6-3 |

##### Sconfitte in finale (1)
| N. | Data          | Torneo                    | Superficie  | Avversario in finale | Punteggio |
| 1. | 21 marzo 2021 | Cleveland Open, Cleveland | Cemento (i) | Bjorn Fratangelo     | 5-7, 4-6  |

## Risultati in progressione
| V | F | SF | QF | #T | RR | Q# | A | Z# | PO | O | F-A | SF-B | ND |

(V) Torneo vinto; raggiunto (F) finale, (SF) semifinale, (QF) quarti di finale, (#T) turni 4, 3, 2, 1; (RR) round - robin; (Q#) Turno di qualificazione; (A) assente dal torneo; (Z#) Zona gruppo Coppa Davis/Fed Cup (con indicazione numero); (PO) play-off Coppa Davis o Fed Cup; vinto un (O) oro, (F-A) argento o (SF-B) bronzo ai Giochi Olimpici; (ND) torneo non disputato.

Statistiche aggiornate al 29 giugno 2025
| Torneo                 | 2018          | 2019          | 2020          | 2021          | 2022          | 2023 | 2024 | 2025 | Titoli     | V–S        |
| ---------------------- | ------------- | ------------- | ------------- | ------------- | ------------- | ---- | ---- | ---- | ---------- | ---------- |
| Tornei del Grande Slam |               |               |               |               |               |      |      |      |            |            |
| Australian Open        | A             | A             | A             | A             | A             | 3T   | A    | 1T   | 0 / 2      | 2–2        |
| Roland Garros          | A             | A             | A             | 1T            | 1T            | A    | A    | 2T   | 0 / 3      | 1–3        |
| Wimbledon              | A             | A             | ND            | A             | 3T            | A    | A    |      | 0 / 1      | 2–1        |
| US Open                | 1T            | 2T            | A             | 4T            | 3T            | A    | A    |      | 0 / 4      | 6–4        |
| Vittorie–Sconfitte     | 0–1           | 1–1           | 0–0           | 3–2           | 4–3           | 2–1  | 0–0  | 1–2  | 0 / 10     | 11–10      |
| Nazionale              |               |               |               |               |               |      |      |      |            |            |
| Giochi Olimpici        | Non disputati | Non disputati | Non disputati | A             | ND            | ND   | A    | ND   | 0 / 0      | 0–0        |
| Coppa Davis            | A             | A             | A             | A             | A             | A    | A    |      | 0 / 0      | 0–0        |
| ATP Cup                | A             | A             | A             | A             | A             | A    | A    | A    | 0 / 0      | 0–0        |
| ATP Tour Masters 1000  |               |               |               |               |               |      |      |      |            |            |
| Indian Wells           | A             | A             | ND            | 2T            | 4T            | A    | A    | 3T   | 0 / 3      | 6–3        |
| Miami                  | A             | A             | ND            | Q2            | 4T            | A    | A    | 1T   | 0 / 2      | 3–2        |
| Monte Carlo            | A             | A             | ND            | A             | A             | A    | A    | A    | 0 / 0      | 0–0        |
| Madrid                 | A             | A             | ND            | A             | 1T            | A    | A    | A    | 0 / 1      | 0–1        |
| Roma                   | A             | A             | A             | A             | 3T            | A    | A    | A    | 0 / 1      | 2–1        |
| Montréal/Toronto       | A             | A             | ND            | 1T            | 2T            | A    | A    |      | 0 / 2      | 1–2        |
| Cincinnati             | A             | A             | A             | A             | 1T            | A    | A    |      | 0 / 1      | 0–1        |
| Shanghai               | A             | A             | Non disputato | Non disputato | Non disputato | A    | A    |      | 0 / 0      | 0–0        |
| Parigi                 | A             | A             | A             | 1T            | A             | A    | A    |      | 0 / 0      | 0–0        |
| Vittorie–Sconfitte     | 0–0           | 0–0           | 0–0           | 1–2           | 9–6           | 0–0  | 0–0  | 2–2  | 0 / 10     | 12–10      |
| Statistiche carriera   |               |               |               |               |               |      |      |      |            |            |
|                        | 2018          | 2019          | 2020          | 2021          | 2022          | 2023 | 2024 | 2025 | Carriera   | Carriera   |
| Tornei giocati         | 1             | 1             | 0             | 7             | 22            | 2    | 0    | 8    | 41         | 41         |
| Titoli                 | 0             | 0             | 0             | 0             | 0             | 0    | 0    | 1    | 1          | 1          |
| Finali                 | 0             | 0             | 0             | 1             | 2             | 0    | 0    | 2    | 5          | 5          |
| Totale V–S             | 0–1           | 1–1           | 0–0           | 15–7          | 24–22         | 5–2  | 0–0  | 12–7 | 57–40      | 58.76%     |
| Ranking fine anno      | –             | 269           | 307           | 56            | 48            | 297  | –    |      | $2.581.696 | $2.581.696 |

## Vittorie contro top 10
| Stagione | 2022 | 2023 | Totale |
| Vittorie | 1    | 1    | 2      |

| Anno | #  | Giocatore          | Rank | Torneo                          | Superficie | Turno | Punteggio             |
| ---- | -- | ------------------ | ---- | ------------------------------- | ---------- | ----- | --------------------- |
| 2022 | 1. | Stefanos Tsitsipas | 5    | Indian Wells Open, Indian Wells | Cemento    | 3T    | 1–6, 6–3, 6–2         |
| 2023 | 2. | Casper Ruud        | 3    | Australian Open, Melbourne      | Cemento    | 2T    | 6–3, 7–5, 6(4)–7, 6–2 |